# Lans-en-Vercors
Lans-en-Vercors település Franciaországban, Isère megyében. Lakosainak száma 2698 fő (2022. január 1.). Lans-en-Vercors Engins, Saint-Nizier-du-Moucherotte, Saint-Paul-de-Varces, Varces-Allières-et-Risset, Villard-de-Lans, Claix és Autrans-Méaudre-en-Vercors községekkel határos.

## Népesség
A település népességének változása:
| Lakosok száma | 795  | 1098 | 1451 | 2297 | 2613 | 2649 | 2651 | 2676 | 2673 | 2698 |
|               | 1968 | 1982 | 1990 | 2006 | 2013 | 2015 | 2017 | 2019 | 2020 | 2022 |